# Потамија
Потамија (грч. Ποταμιά) је насељено место на острву  Тасос у периферији Источна Македонија и Тракија, Грчка. Према попису из 2021. године било је 1.274 становника.
Потамија је на попису из 1913. године имала 1.271 становника. У атару Потамије је на месту сеоског пристаништа изграђено туристичко насеље Хриси Акти.